# Польские ВВС во Франции и Великобритании
Польские воздушные силы (пол. Polskie Siły Powietrzne) — части польских ВВС, сформированные во Франции и Великобритании во время Второй мировой войны.
Ядром польских воздушных формирований, сражавшихся вместе с союзниками, были ветераны обороны Польши в 1939 году. Принимали активное участие в битве за Британию и других операциях британских ВВС во время войны. В битве за Британию участвовали в общей сложности 145 польских лётчиков-истребителей, что составило  самый крупный небританский контингент пилотов-истребителей. К концу Второй мировой войны в польских ВВС в Великобритании и собственно в RAF служили около 19 400 поляков.

## История

### Во Франции
После вторжения в Польшу, в сентябре 1939 года, некоторая часть польских войск и отступила на территорию Венгрии, Румынии (только польско-румынскую границу перешло 84 600 польских военнослужащих) и СССР. Большая часть лётного состава и техников польских ВВС была эвакуирована в Румынию и Венгрию. Власти этих государств приняли различные решения, разместив их сначала в специальных лагерях, некоторые позволили польским военнослужащим в частном порядке выехать во Францию и на Ближний Восток, после чего тысячи польских военнослужащих оказались во Франции. Там, в соответствии с франко-польским военным альянсом 1921 года и поправками 1939 года, формирования ВВС Польши должны были быть воссозданы. Однако военное руководство Франции не решалось создать крупные польские авиационные формирования, и вместо этого большинство польских пилотов были прикреплены к небольшим подразделениям. Была сформирована только одна крупная единица Groupe de Chasse Polonais, размещенная на аэродроме в Мионс (фр. Mions), вблизи Лиона. Только 18 мая 1940 года подразделение получило технику — устаревшие истребители Caudron C.714. Тем не менее, за три дня боёв с 8 по 11 июня 1940 года польские пилоты  добились 12 подтвержденных и 3 неподтвержденных победы, потеряв при этом 9 самолётов в воздухе и еще 9 на земле. Среди заявленных побед были четыре бомбардировщика  Dornier Do 17, три Bf 109 и пять Bf 110. Остальные польские подразделения использовали чуть более надёжный истребитель Morane-Saulnier MS406.
Всего  во время битвы за Францию польские пилоты совершили 714 боевых вылетов. Согласно различным данным, они сбили порядка 50 самолётов противника, потеряв при этом 44 самолёта (включая бои, аварии и на земле); потери пилотов составили 8 убитых, 1 пропавший без вести и 4 в авариях.

### В Британии
После поражения Франции в 1940 году значительная часть контингента ВВС Польши была выведена в Великобританию. Однако руководство британских ВВС не желало признавать независимость польских сил.
Позднее маршал авиации Хью Даудинг признал, что поначалу «немного сомневался» в отношении польских лётчиков. Британское правительство сообщило главе правительства Польши в изгнании генералу Владиславу Сикорскому, что в конце войны Польша будет платить за все расходы, связанные с содержанием польских войск в Великобритании. Первоначальные планы британцев сильно разочаровали поляков: им было позволено только присоединиться к резерву добровольцев Королевских ВВС. Они были обязаны носить британскую форму, воевать под британским флагом, а также принести две присяги: одну польскому правительству, а другую — королю Георгу VI; каждый офицер должен был иметь британского офицера-наставника. Все польские пилоты должны были начинать службу со звания «лётчик-офицер» (pilot officer) — самого низкого звания офицера в RAF. Из-за этого большинство опытных польских пилотов вынуждены были ждать в учебных центрах, изучая английский язык и командные процедуры, в то время как силы RAF несли тяжёлые потери из-за нехватки опытных пилотов. Только 11 июня 1940 года британские власти разрешили создать две эскадрильи бомбардировщиков и учебный центр в составе Королевских ВВС.
Первыми польскими частями стали 300-я и 301-я бомбардировочные и 302-я и 303-я истребительные эскадрильи. Эскадрильи истребителей, летевшие на «Харикейнах», впервые приняли участие в боях в третьей фазе битвы за Британию в конце августа 1940 года, быстро доказав свою эффективность. Польские лётчики имели значительный боевой опыт, отличались агрессивностью и бесстрашием на грани безрассудства. В результате их боевые показатели оказались выше, по сравнению с менее опытными пилотами Британского Содружества. 303-я «польская» эскадрилья стала самым эффективным истребительным соединением RAF в то время. Эскадрильи бомбардировщиков № 300 и 301 начали операции 14 августа 1940 года, атаковав немецкие суда во французских портах, а затем — цели в Германии в рамках операций британского командования.
Польские пилоты летали также в других эскадрильях RAF; обычно они были известны под прозвищами, потому что «польские имена, конечно, непроизносимы». Позже были созданы дополнительные польские эскадрильи: 304-я (бомбардировщики, затем Береговое командование КВВС), 305-я (бомбардировщики), 306-я (истребители), 307-я (ночные истребители), 308-я (истребители), 309-я (разведка, затем истребители), 315-я (истребители), 316-я (истребители), 317-я (истребители), 318-я (истребители-разведчики) и 663 (артиллерийская разведка). Изначально истребительные эскадрильи имели на вооружении «Харрикейны», затем «Спитфайры», и некоторые — «Мустанги». 307-я эскадрилья ночных истребителей имела на вооружении самолеты Boulton Paul Defiant, Bristol Beaufighter и De Havilland Mosquito. Эскадрильи бомбардировщиков первоначально имели Fairey Battle и Vickers Wellington, затем Avro Lancaster, Handley Page Halifax и Consolidated B-24 Liberator, De Havilland Mosquito и North American B-25 Mitchell.
6 апреля 1944 года было достигнуто новое соглашение, по которому польские ВВС в Великобритании перешли под польское командование без офицеров RAF. Это привело к созданию специализированного колледжа ВВС Польши на базе RAF в Уэстон-сьюпер-Мэр, который работал до апреля 1946 года.

### После войны
После войны почти все самолёты польских эскадрилий были возвращены англичанам . Из-за того, что после войны Польша попала под контроль СССР, лишь небольшая часть пилотов вернулась на родину, остальные остались в изгнании. Часть польских пилотов продолжила служить в ВВС Великобритании. Некоторых из вернувшихся репрессировали коммунистические власти. Мемориал польским летчикам, погибшим в Британии, был установлен в 1948 году на авиабазе RAF Northolt. Другой мемориал польских ВВС времен войны расположен в соборе Сент-Климент Дейнс в Лондоне (на илл.).

### Комментарии
1. ↑  В Битве за Британию принимали участие также пилоты из Чехословакии и британских доминионов, в основном канадцы
2. ↑  По воспоминаниям одного из британских ветеранов, «мы стремились сбивать немецкие самолеты, а поляки хотели убивать немцев»

### Сноски
1. ↑  Number of participants from the Battle of Britain Monument. Bbm.org.uk (31 октября 1940). Дата обращения: 7 июня 2011. Архивировано из оригинала 22 августа 2015 года.
2. ↑  WWII Behind Closed Doors: Stalin, the Nazis and the West. In Depth. Fighting with the Allies. PBS. Дата обращения: 7 июня 2011. Архивировано из оригинала 12 ноября 2012 года.
3. ↑  Cync 1998, p. 134
4. ↑  Bartłomiej Belcarz: Polskie lotnictwo we Francji, Stratus, Sandomierz 2002, ISBN 83-916327-6-8
5. ↑  For your freedom and ours, The Kosciuszko squadron, Olson&Cloud, pgs 98,99,100, Arrow books, 2003, ISBN 0-09-942812-1
6. ↑  Hodyra, Piotr (2016). 301 Dywizjon Bombowy 1940—1943 (in Polish). Warsaw: Oficyna Wydawnicza Alma-Press. ISBN 978-83-7020-664-2. p.18, 54
7. ↑  RAF Weston-super-Mare. rafweb.org. Дата обращения: 12 июля 2009. Архивировано 18 июня 2012 года.
8. ↑  Aleksandra Ziolkowska-Boehm. The Polish Experience through World War II: A Better Day Has Not Come. — Lexington Books, 2013-05-09. — 207 с. — ISBN 978-0-7391-7820-1.
9. ↑  Lotnicy Polskich Sił Powietrznych wzięci do niewoli i internowani. www.polishairforce.pl. Дата обращения: 5 августа 2020. Архивировано 28 февраля 2020 года.
10. ↑  W Londynie pochowano płk. Franciszka Kornickiego (пол.). dzieje.pl. Дата обращения: 5 августа 2020. Архивировано 2 февраля 2018 года.